# IEEE 1355
IEEE 1355—1995 (он же — IEC 14575 и ISO 14575, он же Heterogeneous Interconnect (HIC)) — коммуникационный стандарт последовательного интерфейса, предназначенный для передачи данных в гетерогенных вычислительных сетях.
Стандарт разрабатывался как дешёвая технология с низкой латентностью и высокой масштабируемостью, ориентированная на обеспечение коммуникации между большим числом не очень мощных компьютеров.
IEEE-1355-1995 разработан существенно более простым, чем многие другие стандарты сетей передачи данных. Он поддерживает несколько типов среды передачи данных, включая медные и оптические кабели.
За счёт совместимости высокоуровневой части своих протоколов, стандарт обеспечивает совместимую реализацию как дорогих и высокопроизводительных адаптеров, так и относительно дешевых. IEEE 1355 часто используется в научных лабораториях, среди организаций, поддерживавших его внедрение можно назвать ряд научных институтов, включая ЦЕРН. Европейское Космическое Агентство на основе IEEE 1355 разработало и продвигает производный стандарт SpaceWire, ориентированный на использование в космических аппаратах.

## Цели разработки
IEEE-1355 был разработан как простой и дешёвый протокол коммутируемой сети, ориентированный на преимущественное использование в режиме соединений точка-точка. Эта сеть использует передачу пакетов переменной длины, надёжно работающую на высоких скоростях. Маршрутизация пакетов осуществляется с использованием алгоритма wormhole routing.
В отличие от Token Ring или других протоколов локальных сетей (LAN) с сопоставимыми характеристиками, IEEE 1355 масштабируется до уровня свыше пределы тысячи узлов, требующих высокоскоростной передачи данных. Стандарт предназначен для передачи трафика из других типов сетей, в частности IP и ATM, но не зависит от их протоколов маршрутизации данных. Этим он напоминает технологии MPLS и связанную с последней VPLS.
Идеология и цели разработки IEEE 1355 примерно совпадали с идеями разработчиков Futurebus и унаследовавших Futurebus стандартов Scalable Coherent Interface (SCI) и InfiniBand.
Одной из задач, декларировавшихся разработчиками стандарта, было получить стандарт с относительно простой электроникой и небольшим слоем программного обеспечения. Один из активных разработчиков стандарта, британский инженер Paul Walker, утверждал, что при реализации с использованием технологии FPGA, стандарт требует всего лишь примерно в три раза больше ресурсов, чем аналогичная по функционалу реализация стандартного последовательного порта UART, но, при этом, обеспечивает примерно в сто раз большую пропускную способность и, одновременно, предоставляет простой с точки зрения программирования функционал полностью коммутируемой сети.
Исторически, IEEE 1355 является производным от протокола последовательного интерфейса транспьютеров серии Т9000 и представляет собой попытку перенести разработанную для транспьютерных систем технику построения простой и быстрой сети коммутации данных на другие виды компьютеров.

## Практическое использование
На стандарте IEEE 1355 основан производный стандарт SpaceWire, широко используемый в современной космической технике. Он так же, временами, используется для организации передачи данных между научными приборами, контроллерами и системами сбора данных.
IEEE 1355 включает определение быстрого и дешёвого протокола физического уровня, предназначенного для внутреннего соединения отдельных модулей электронных устройств, включая коммутацию и маршрутизацию пакетов. Так же определены варианты протоколов физического уровня, предназначенные для средних и длинных дистанций, применимые в локальных и глобальных сетях соответственно.
IEEE 1355 был разработан для передачи данных в режиме точка-точка. Он мог бы, в связи с этим, занять большую часть ниши, занимаемой Ethernet, особенно с учётом возможности использования схожего с Ethernet способа передачи сигналов (LVDS), который позволял бы работать на схожей кабельной инфраструктуре..
Стандарт IEEE 1355 мог бы быть с успехом использован в оборудовании бытовой электроники. Его протокол проще, чем протоколы USB, FireWire, и ряд иных, применяемых в этой сфере. Простота протокола могла бы уменьшить габариты такого оборудования и увеличить надёжность его работы.
Экспериментальная сеть IEEE 1355, состоящая из 1024 узлов, названная Macramé была развёрнута европейскими исследователями в 1997 году.
Они сочли, что показатели надёжности и производительностт Macramé дали достаточно полезных данных для рабочей группы, формирововавшей официальное описание стандарта.

## Подробности
Разработку стандарта в рамках IEEE как части спонсируемого Еврокомиссией проекта Open Microprocessor Systems Initiative поддерживал комитет Bus Architecture Standards Committee.
Группа разработчиков стандарта работала под руководством Colin Whitby-Strevens и его заместителя Roland Marbot, ответственным редактором стандарта являлся Andrew Cofler. Стандарт был принят 21 сентября 1995 под названием IEEE Standard for Heterogeneous InterConnect (HIC) (Low-Cost, Low-Latency Scalable Serial Interconnect for Parallel System Construction) и опубликован под номером IEEE Std 1355—1995.
Ассоциация промышленности по поддержке стандарта была создана в октябре 1999 года. Деятельность собственного сайта она поддерживала до 2004 года, после чего видимая общественная активность вокруг стандарта была прекращена.
Все определённые стандартом варианты реализации использовали одинаковые логическую структуру и поведение сетевого протокола, но различались физической средой передачи сигнала и скоростями работы.
Авторы стандарта заявляли, что ни один конкретный стандарт не мог бы отвечать всем возможным требованиям по производительности и стоимости к сетевому оборудованию. Чтобы подстроиться под широкий спектр таких требований, IEEE 1355 включал варианты реализации дешёвого (single ended), дифференциального и высокоскоростного электрических интерфейсов, а также варианты реализации оптических интерфейсов.